# تپه شمال شرقی نازچشمه
تپه شمال شرقی نازچشمه مربوط به دوران پیش از تاریخ ایران باستان است و در بلداجی، ۶ کیلومتری جنوب شهر واقع شده و این اثر در تاریخ ۲۴ فروردین ۱۳۸۲ با شمارهٔ ثبت ۸۲۲۷ به‌عنوان یکی از آثار ملی ایران به ثبت رسیده است.